# L'Histoire sans fin 2 : Un nouveau chapitre
Pour les articles homonymes, voir L'Histoire sans fin.
Série L'Histoire sans fin
L'Histoire sans fin
(1984) L'Histoire sans fin 3 : Retour à Fantasia
(1995)
Pour plus de détails, voir Fiche technique et Distribution.
L'Histoire sans fin 2 : Un nouveau chapitre (The NeverEnding Story II: The Next Chapter) est un film germano-australo-américain réalisé par George Trumbull Miller et sorti en 1990.
Il fait suite au film L'Histoire sans fin (1984) de Wolfgang Petersen. Il est suivi de L'Histoire sans fin 3 : Retour à Fantasia (1995) de Peter MacDonald. Contrairement au premier volet qui adaptait quasi-fidèlement la première moitié du roman original de Michael Ende, celui-ci ne s'inspire que très légèrement de la seconde moitié.
Jonathan Brandis succède à Barret Oliver dans le rôle de Bastien. Ce dernier, de nouveau en butte à des problèmes personnels à l'école et avec son père, retourne à la librairie Coreander en quête de courage. Sur place, l'Histoire sans fin l'appelle à nouveau à l'aide, Fantasia étant menacé par une sorcière maléfique voulant s'emparer du pouvoir au prix des souvenirs de Bastien.

## Synopsis
Avec sa classe à la piscine, Bastien éprouve une grande peur à sauter du haut du grand plongeoir. Une fois à la maison, son père le lui reproche. En quête de courage, il va chercher refuge dans la bibliothèque de Monsieur Coreander. Là, l'impératrice, par l'intermédiaire du livre l'appelle à revenir à Fantasia, qui est en danger. Le bibliothécaire insiste sur l'interdiction de le relire, car une relecture change l'histoire d'un livre. En l'ouvrant, les pages s'estompent. Il dérobe alors à nouveau l'ouvrage à l'antiquaire, qui la laisse facilement partir en esquissant un sourire. Une fois à l'abri des regards, Bastien plonge sa main dans le livre et récupère l'Auryn, incrustée dans la couverture.
Quelque part sur Fantasia, une femme maléfique fait entrer un oiseau au plumage blanc nommé Nimbli. Celui-ci s'excuse platement de n'avoir pu obtenir la confiance d'un garçon, sûrement Bastien. Contrarié, la sorcière dit que seuls ses vœux comptent, et non l'enfant. Elle appelle alors Triface, un humanoïde a plusieurs visages qui explique à Nimbli le fonctionnement de la machine à souvenir : tout vœu prononcé par le détenteur de l'Auryn lui fait perdre une goutte de souvenir, jusqu'à ce qu'il n'en ait plus. Ainsi, il oubliera la mission confiée par l'impératrice de protéger Fantasia et leur maîtresse pourra prendre le pouvoir sur ce monde.
Nimbli rejoint Bastien, arrivé à Fantasia sur un bateau aux abords de la cité d'Argent, une ville étincelante flottante sur un lac d'acide. Nimbli se fait passer pour un guide touristique et tente d'inciter Bastien à formuler un vœu, sans succès.
Alors que Bastien s'émerveille en parcourant la ville, des monstres, les Géants, surgissent du sol et poursuivent Bastien et Nimbli. Ce dernier utilise cette attaque pour pousser Bastien à faire un vœu, là encore sans succès. Nimbli tend finalement une corde à Bastien, et les monstres chutent dans l'acide. Sauvé de justesse, Bastien tombe alors malencontreusement au cœur du navire des complots secrets, habité par d'étranges êtres fait de boues et d'une femme au ton prophétique. Bastien a alors une vision de l'impératrice, qui l'appelle à l'aide. Bastien semble être le seul capable à nommer le mal qui ronge Fantasia.
Dans le monde réel, le père de Bastien trouve l'Histoire sans fin, et l'adresse de la bibliothèque de Monsieur Coreander.
Cherchant l'aide pour sauver l'impératrice, Bastien voit arriver Atreyu sur son fidèle cheval Artax. Atreyu et Nimbli apprennent à Bastien que l'origine du mal et des Géants provient du château de Roc, très loin d'ici. Nimbli convainc enfin Bastien de faire un vœu pour l'atteindre plus vite. Bastien invoque un dragon féroce pour faire fuir le mal, mais la bête immonde est incontrôlable. Dans la machine de la sorcière, des billes se forment et tombent dans le réceptacle à souvenir. Falkor arrive alors et emmène Bastien jusqu'au château de Roc, volant avec le dragon fou. Le château, en forme de main, possède de puissant rayons lumineux qui terrassent le dragon. Falkor et Bastien fuient de justesse. Ils rencontrent alors le mangeur de pierre et son fils, Junior. Le mangeur de pierre explique à Bastien que les pierres n'ont plus de saveur, elles sont comme vide.
Sur Terre, le père de Bastien enquête sur la disparition de son fils auprès du bibliothécaire. L'adresse a disparu du livre lorsqu'il le tend au vieil antiquaire. Coreander lui suggère alors de chercher des réponses à ces questions au cœur même du livre.
Pendant ce temps, Bastien, tout juste rejoint par Atreyu qui amène un mystérieux sac, élabore un plan pour approcher le château. Après avoir échappé aux rayons lumineux qu'ils détruisent, ils atteignent l'entrée. Se présentant à haute voix, Bastien attire l'attention de Géants qui s'approchent et deviennent menaçant. Profitant de cette distraction, Atreyu lance sur les gardes de petits êtres crépitant tout juste éclos d’œufs colorés qui était dans le sac.
Alors qu'Atreyu est capturé, Bastien enchaîne les vœux pour atteindre le sommet du château. Il délivre alors Atreyu, avec qui il se débarrasse de Géants des environs. Bastien remarque alors que les Géants sont vides, tout comme les pierres du mangeur de pierre. Le vide est le mal qui ronge Fantasia. Au cœur du château, Bastien rencontre enfin Xayide, la femme maléfique, et la somme de libérer la princesse. La sorcière se montre conciliante, dit se rendre et propose à Bastien d'atteindre la tour d'ivoire dans son carrosse, le Xobile.
Ailleurs, le père de Bastien comprend par inadvertance l'importance du livre en lisant l'histoire de son fils et lui dans les pages. De retour à la bibliothèque avec un policier, les locaux sont déserts.
En chemin vers la tour d'ivoire où est prisonnière l'impératrice, Xayide incite Bastien à souhaiter toujours plus de choses, alors qu'Atreyu met à jour le plan de Xayide en observant Nimbli contempler un souvenir de Bastien avec sa mère grâce à une bille de la machine à souvenir. Atreyu décide d'aider Bastien en lui prenant l'Auryn, mais Bastien surprend la conversation et se sent trahi. Les deux enfants en viennent aux mains, et Atreyu chute. Alors que Falkor emporte Atreyu blessé, Bastien revient à la Xobile et découvre la vérité en voyant la machine à souvenir auprès de Xayide et Nimbli. Implorant le pardon d'Atreyu et de Falkor, il appelle Artax, le cheval d'Atreyu et chevauche jusqu'à eux, tandis que son père suit l'histoire en la lisant directement dans l'Histoire sans fin. Xayide utilise ses pouvoirs pour nuire à Bastien, qui tombe dans un torrent, sous l'expression apeurée de son père, qui lui souffle d'être courageux.
Xayide part à la recherche de Bastien avec ses Géants par les profondeurs pour lui faire émettre ses deux derniers vœux, alors que Nimbli, ému par les souvenirs de Bastien et de sa mère, décide de venir en aide à Bastien, lui indiquant de se rendre à la cité d'argent, qui n'est plus qu'un empilement de rochers plats.
Après une longue marche, Bastien retrouve Falkor auprès d'Atreyu, qui est inconscient. Bastien utilise son avant-dernier vœu pour ramener Atreyu à lui, oubliant ainsi sa mère. Xayide surgit soudain avec les Géants, et l'exhorte à faire son dernier vœu pour rentrer chez lui. Bastien, se sentant piégé, fait alors le vœu que Xayide ait un cœur. Des larmes perlent sur la joue de Xayide, et Bastien se réveille devant l'impératrice.
Pour rentrer chez lui, Bastien doit plonger au cœur d'une immense cascade. Aidé par la voix de son père, Bastien fait le vœu de revoir son père, et saute courageusement aux pieds de la chute vertigineuse. Le père de Bastien est alors réveillé par une personne qui frappe à la porte. En ouvrant, il découvre Bastien, qu'il prend dans ses bras en lui disant à quel point il l'aime et qu'il a été courageux. Bastien le serre dans ses bras, tandis que l'Auryn reprend sa place sur la couverture de l'Histoire sans fin.

## Fiche technique
Sauf indication contraire, les informations mentionnées dans cette section peuvent être confirmées par la base de données cinématographiques IMDb,  présente dans la section « Liens externes ».
- Titre original anglophone : The NeverEnding Story II: The Next Chapter
- Titre original germanophone : Die Unendliche Geschichte II - Auf der Suche nach Phantásien
- Titre français : L'Histoire sans fin 2 : Un nouveau chapitre
- Réalisation : George Trumbull Miller
- Scénario : Karin Howard, d'après l'oeuvre de Michael Ende
- Musique : Robert Folk
- Décors : Bob Laing et Götz Weidner
- Costumes : Heidi Wujek
- Photographie : David Connell
- Montage : Chris Blunden et Peter Hollywood
- Production : Dieter Geissler
- Sociétés de production : Warner Bros. Pictures, Bavaria Film, Cinevox Filmproduktion, Dieter Geissler Filmproduktion et Kennedy Miller Productions
- Pays de production :  Allemagne,  États-Unis
- Langue originale : anglais
- Budget : 35 millions de dollars[1]
- Format : Couleurs - 2,35:1
- Genre : fantasy, aventures
- Durée : 90 minutes
- Dates de sortie : 
  - Allemagne : 25 octobre 1990
  - États-Unis : 8 février 1991
  - France : 13 février 1991

## Distribution
- Jonathan Brandis (VF : Emmanuel Garijo) : Bastien Balthazar Bux (Bastian en VO)
- Kenny Morrison (en) (VF : Odile Schmitt) : Atreyu
- Clarissa Burt : Xayide
- John Wesley Shipp (VF : Georges Caudron) : Barney
- Martin Umbach (de) (VF : Vincent Violette) : Nimbly
- Alexandra Johnes (en) : l'impératrice (Childlike Empress en VO)
- Thomas Hill (VF : Yves Barsacq) : M. Koreander
- Bill McCoy (VF : Claude Joseph) : le mangeur de pierres
- John Darell (VF : Henri Virlogeux) : Falkor
- Helena Mitchell (VF : Martine Meiraghe) : la mère de Bastien
- Christopher Burton (VF : Roland Timsit) : Tri Face

## Production

### Genèse et développement
Le film devait commencer initialement être produit peu de temps après la sortie du premier film, qui connait un vrai succès, pour couvrir la seconde moitié restante du roman que le film précédent avait laissé de côté. La production sera finalement retardée de 6 ans en raison des poursuites judiciaires intentées par Michael Ende contre Warner Bros.. L'auteur du roman a estimé que le contenu de cette adaptation s'écartait tellement de l'esprit de son livre qu'il a demandé que la production soit arrêtée ou que le titre du film soit modifié. Les producteurs n'ayant rien fait, il les a poursuivis en justice et a par la suite perdu le procès. Il a qualifié le film de « mélodrame gigantesque de kitsch, de commerce, de peluche et de plastique. »
La réalisation est confiée à George Trumbull Miller.

### Attribution des rôles
Jonathan Brandis reprend le rôle de Bastien, incarné par Barret Oliver dans le premier film. Le seul acteur du premier film à reprendre son rôle est Thomas Hill, qui incarne M. Koreander.
Le rôle de Xayide a été proposé à Sandahl Bergman mais elle l'a refusé.

### Tournage
Le tournage a lieu de juin à octobre 1989. Il se déroule dans les studios Bavaria Film ainsi qu'à Vancouver, dans les Dolomites et en Argentine (chutes d'Iguazú).

## Bande originale
| 1.    | Searching For Fantasia                | Robert Folk     | 2:19 |
| 2.    | Dreams We Dream                       | Joe Milner      | 4:23 |
| 3.    | Heaven's Just A Heartbeat             | Joe Milner      | 4:10 |
| 4.    | The Neverending Story (instrumentale) | Joe Milner      | 3:29 |
| 5.    | Dreams We Dream                       | Giorgio Moroder | 4:27 |
| 6.    | Bastian's Dream                       | Robert Folk     | 2:05 |
| 7.    | Falkor's Quest                        | Robert Folk     | 2:33 |
| 8.    | Flight Of The Dragon                  | Robert Folk     | 3:32 |
| 9.    | Silver Mountains                      | Robert Folk     | 1:29 |
| 10.   | Morning In Fantasia                   | Robert Folk     | 1:08 |
| 11.   | The Childlike Empress                 | Robert Folk     | 2:15 |
| 12.   | The Giants' Attack                    | Robert Folk     | 2:11 |
| 13.   | Silver Lake                           | Robert Folk     | 2:54 |
| 14.   | Xayide's Castle                       | Robert Folk     | 1:26 |
| 15.   | Atreyu's Return To The Great Plains   | Robert Folk     | 3:10 |
| 16.   | Bastian's Lost Memories               | Robert Folk     | 1:03 |
| 17.   | Silver City                           | Robert Folk     | 2:05 |
| 18.   | The Neverending Story (Reprise)       | Giorgio Moroder | 0:54 |
| 45:53 |                                       |                 |      |

## Sortie et accueil
Le court métrage Box-Office Bunny a été diffusé dans certaines salles avec le film et a été inclus sur la VHS du film.
Le film récolte 17 373 527 $ au box-office américain. En France, il enregistre 570 586 entrées.